# 乔·约翰逊 (英国政治人物)
，PC（1971年12月23日—），是一位英國保守黨籍政治人物。自2010年5月開始，他擔任奧平頓選區的下議院議員。他曾擔任大學、科學、科研及創新國務大臣、英國運輸國務大臣等職務。
約·約翰遜的兄長鮑里斯·約翰遜於2019年7月拜相後，他再度獲委任為大學、科學、科研及創新國務大臣，翌日獲委任為樞密院成員。然而，上任僅一個多月便於同年9月初辭去國務大臣職務，且宣布不會競逐國會的連任；他稱辭職「因維繋家庭關係與國家利益相悖」，與首相兄長在英國脱歐問題上存在分歧。
2020年7月，獲其兄長以保守黨黨魁身份提名晉爵，同年10月被封為馬里波恩的強森男爵，進入上議院議政。